# Castelnuovo (Napels)

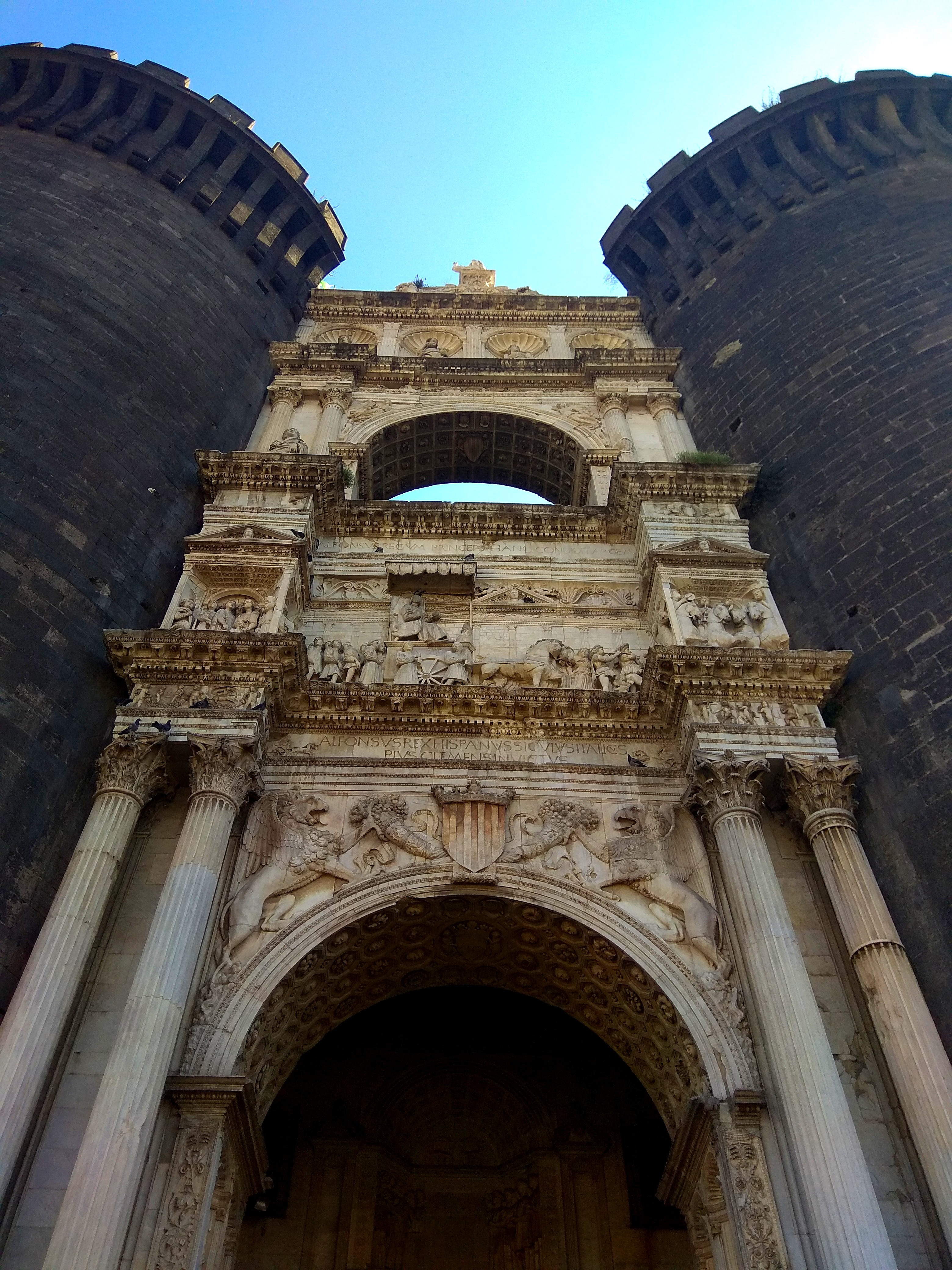
Triomfboog van Alfons V als ingangspoort

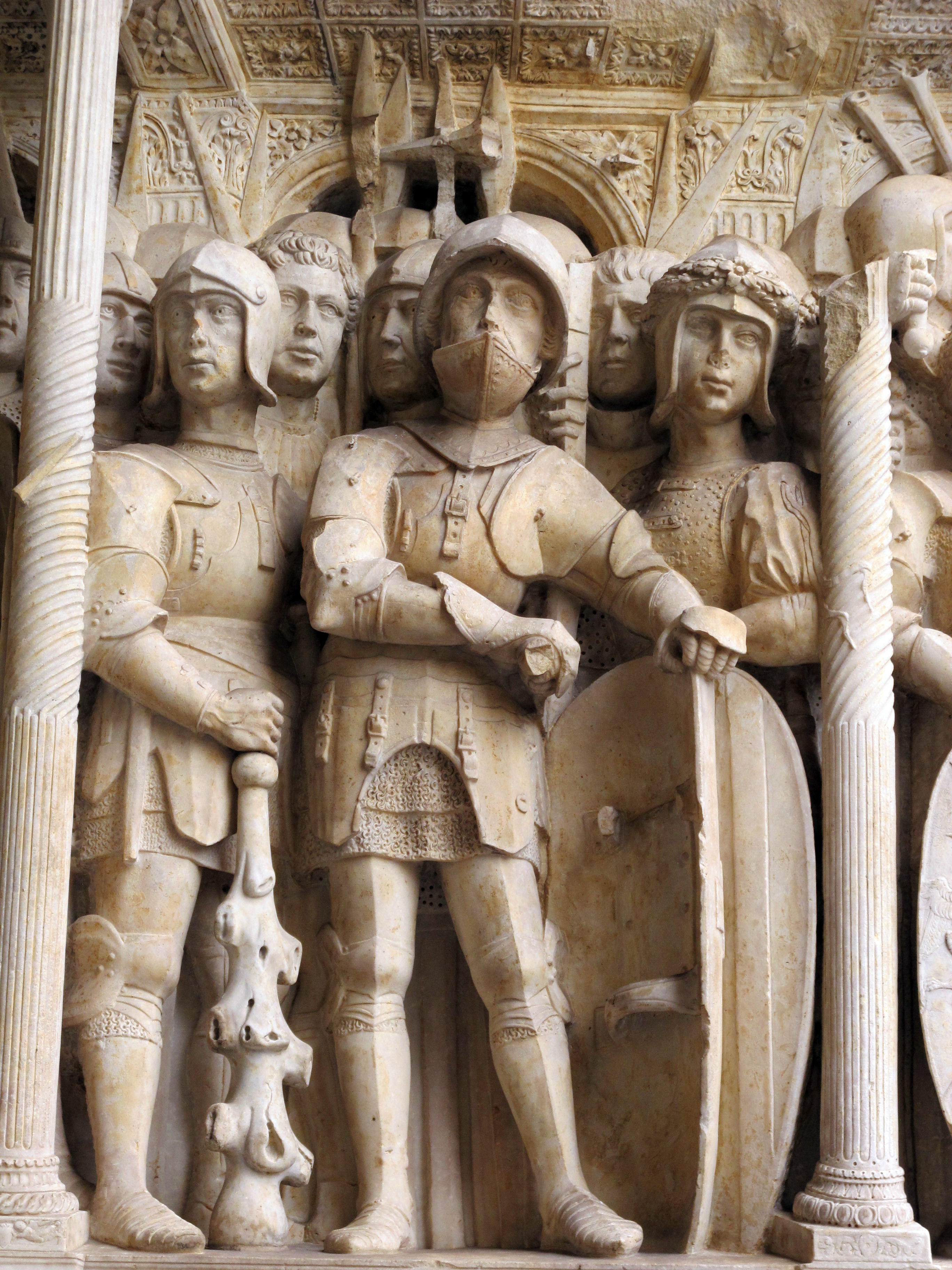
Detail triomfboog der Aragonezen

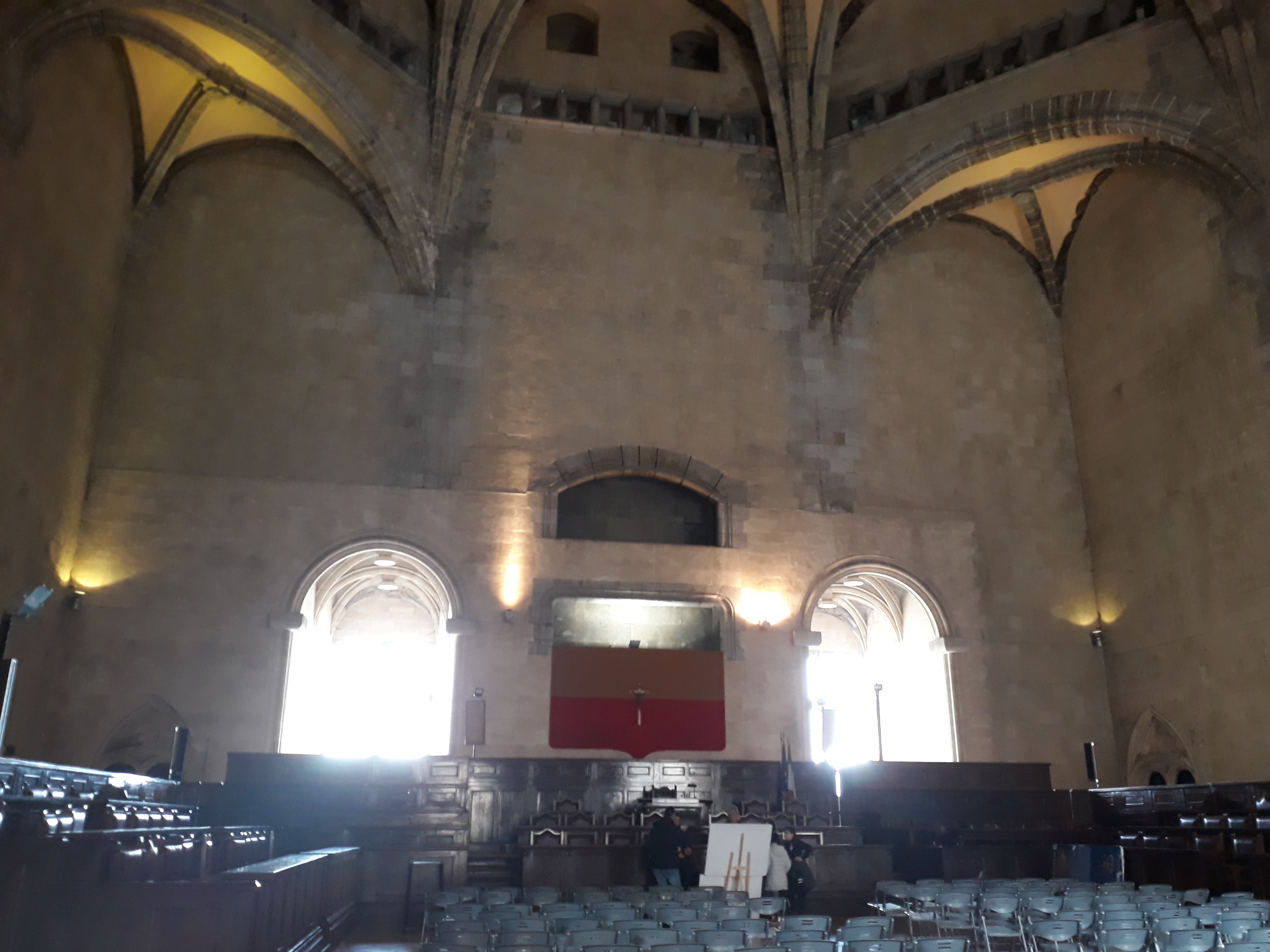
Zaal der Baronnen

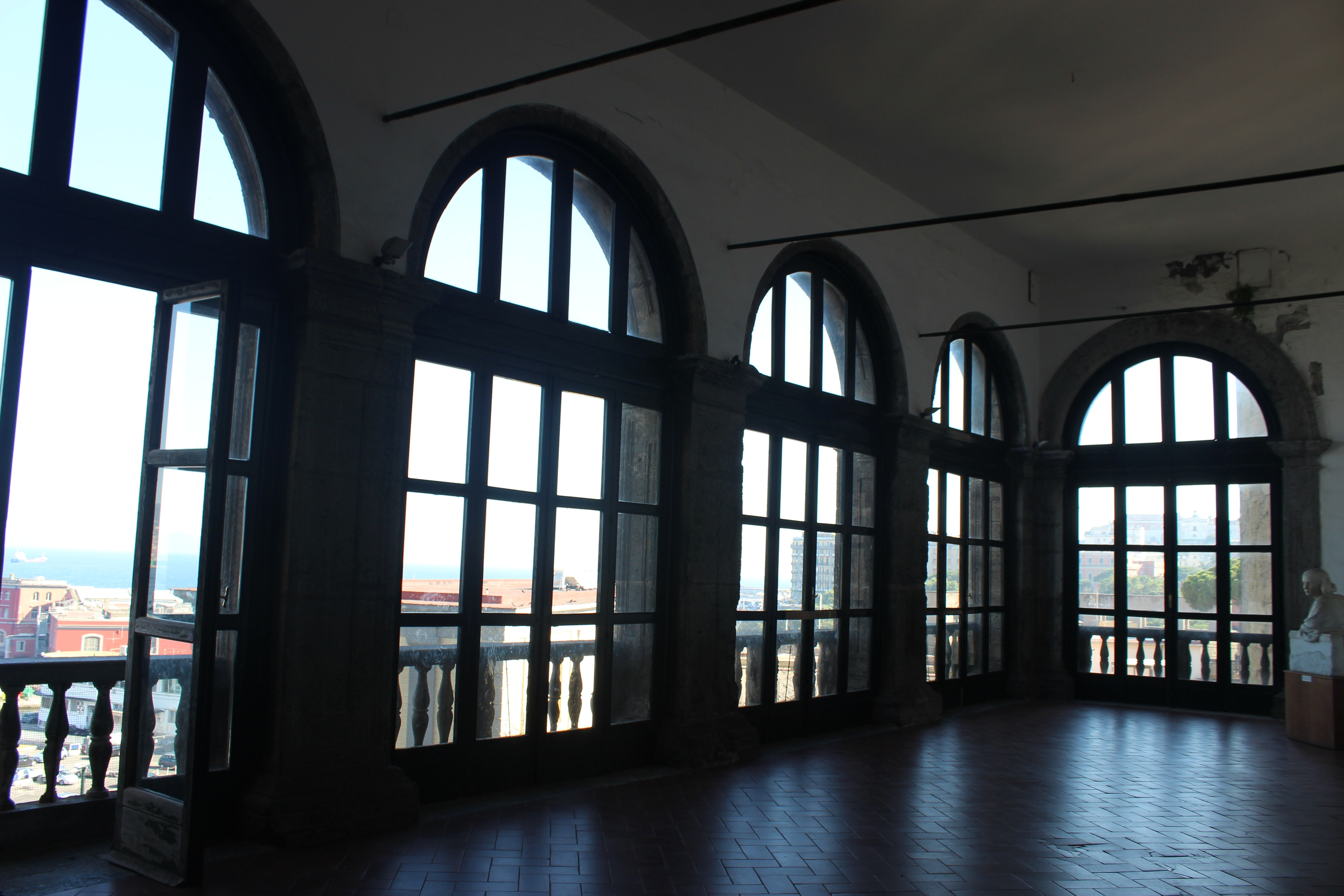
Zicht op de Baai van Napels

Het Castelnuovo of Castel Nuovo is een middeleeuws kasteel in de Zuid-Italiaanse stad Napels, hoofdplaats van de regio Campanië. 
De eerste versie dateert van de jaren 1279-1282 tijdens het bewind van de Angevijnse vorsten uit het Huis Anjou-Sicilië; het kasteel bestond uit een donjon met versterkte kleine muren er omheen. De laatste versie dateert van de jaren 1442-1460 onder het bewind van de Aragonezen. Het Castelnuovo werd een burchtencomplex met vijf ronde torens aan de buitenzijde, een triomfale ingangspoort met bronzen poort, een binnenplaats, ontvangstzalen, twee kapellen en een loggia. De muren zijn veel hoger dan in de eerste versie.
Castelnuovo staat op een strategische plaats aan de haven van Napels, aan de Piazza Municipio of het Gemeenteplein en het stadhuis van Napels.

## Naam
De Angevijnen noemden het kasteel in het Latijn Castrum Novum of nieuw kasteel. Dit stond in tegenstelling tot de twee oude kastelen in Napels: het Castel Capuano dat dateerde van de tijd der Normandiërs en het Castel dell’Ovo waarvan de fundamenten teruggaan tot de Romeinse tijd. In de loop van de 19e eeuw gaven de Napolitanen de naam Maschio Angioino. Dit betekende letterlijk de Donjon van de Angevijnen. Deze naam wijst verkeerdelijk op de oudste versie, die niet meer bestaat.

## Historiek

### Periode van het Huis Anjou
Karel I van Anjou, koning van Napels, startte de bouw van Castelnuovo. De keuze voor Napels was ingegeven door het feit dat Karel I de hoofdstad van het koninkrijk Sicilië (en Napels) verplaatste van Palermo naar Napels. Hij vond de twee “oude” kastelen van Napels ongeschikt: het Castel Capuano aan de Porta Capuana (of de Stadspoort op de weg naar Capua) stond te ver verwijderd van de zee. Het Castel dell’Ovo was dan weer in een bouwvallige staat. Karel I van Anjou ging voor een goed te verdedigen donjon met zicht op de haven en met een omwalling voor zijn Franse troepen. Hiervoor liet hij een kapelletje van de Franciscanen afbreken. Karel I deed beroep op Franse architecten, onder meer Pierre de Chaulnes en Pierre d’Angincourt. De bouw duurde van 1279 tot 1282 doch Karel I, overleden in 1285, heeft er nooit gewoond. 
Onder het bestuur van zijn zoon Karel II was Castelnuovo de plaats van een pausafzetting: Celestinus V diende zijn tiara en gewaden af te leggen in aanwezigheid van kardinalen en Karel II. Celestinus V liep verder rond in een onderkleed in Castelnuovo (1294). Korte tijd nadien in 1294 verkozen de kardinalen Bonifatius VIII tot paus; Bonifatius stond onder de bescherming van Karel II. Celestinus V stierf in 1296 in het kasteel van Fumone. 
Met koning Robert kreeg Castelnuovo de allures van een koninklijke residentie. Robert liet verfraaiingswerken aanbrengen. Het hof van Robert telde talrijke kunstenaars, medici en schrijvers die allen op Castelnuovo woonden. Zo verbleven in Castelnuovo onder meer Petrarca, Boccaccio en Giotto. De paleiskapel met Giotto’s fresco’s over het Oude Testament en Nieuwe Testament waren volgens tijdgenoten schitterend; deze fresco’s werden weggehaald in de 15e eeuw. Het Castelnuovo werd een druk bezocht bolwerk van Welfen, de partij van de pausgezinden in Italië.
Toen koning Ladislaus op veldtocht ging tegen de Pauselijke Staat, verbleven zijn echtgenote Maria van Edingen en haar jonge kinderen op Castelnuovo.
In 1414 besteeg Johanna II de troon. Volgens de legende liet zij haar ex-geliefden in een kelder dumpen waar een krokodil huisde. De kelder kreeg de bijnaam ‘Cella del coccodrillo’. Castelnuovo werd tweemaal het voorwerp van plunderingen door koning Lodewijk I van Hongarije.

### Periode van het Huis Aragon
Begin 15e eeuw bestormde Alfons V Napels. Alfons V was koning van Aragon en Sicilië. Hij verdreef het Huis Anjou van de Napolitaanse troon. Bij de bestorming bestookte de artillerie van Alfons V het Castelnuovo. Diezelfde Alfons V bouwde Castelnuovo uit tot de monumentale burcht (1442-1460), zoals ze verder is blijven bestaan. Alfons V trok hiervoor de nodige middelen uit. De Spaanse architect Guglielmo Sagrera kreeg de leiding over de bouwwerken; de stijl is Spaanse gotiek. De vijf grote torens betekenden een grandioze uitbouw daar waar onder het Anjoubewind slechts een donjon stond. De versieringen ademden de triomf uit van het Huis Aragon op het Huis Anjou. Er verrees een triomfboog aan de ingang. In marmer gebeiteld staan 28 engelhoofden alsook de vruchten van de landbouw: bloemen en graan omgeven door bladeren, water en een leeuw. De bronzen ingangspoort toont de militaire triomf en werd later apart bewaard.
De troonzaal is ook bekend als de Zaal van de Baronnen (Sala dei Baroni). De zaal werd berucht onder het bewind van Ferrante I. Eenmaal alle baronnen in de zaal zaten, liet hij ze afslachten, op verdacht van samenzwering tegen hem. Het was ook Ferrante I die een bronzen poort liet ophangen aan de ingang.

### Nadien
Met de komst van de Habsburgers in het koninkrijk Napels verloor Castelnuovo de functie van koninklijke residentie. Het fort had enkel een militaire functie. De Spaanse onderkoningen verkozen andere residenties, onder meer het pas gebouwde koninklijk paleis en het paleis van Portici.
Onder het bewind van Karel III van Bourbon werden kleinere gebouwen tegenaan het Castelnuovo gebouwd. Het ging om woningen, ateliers en stapelhuizen. De militaire functie ging verloren.
Tijdens de opstand die leidde tot de Parthenopeïsche Republiek verzamelden milities in het Castelnuovo (1799).
In de 19e eeuw werden kleinere omwallingen en alle gebouwtjes rond Castelnuovo afgebroken; dit paste in een plan om brede pleinen en tuinen in het stadscentrum aan te leggen. Tijdens het Bourbonbewind werden de zalen van Castelnuovo al eens al vergaderzaal gebruikt, bijvoorbeeld voor de gemeenteraad van Napels.
Sinds het eind van de 19e eeuw, eenmaal Italië eengemaakt was, huisvest het Castelnuovo het Museo Civico of het Burgermuseum. In de zalen van  het kasteel worden eveneens culturele manifestaties gehouden. In het jaar 2018 telde het Castelnuovo 88.000 bezoekers.